# Verfassungsgerichtshof (Österreich)

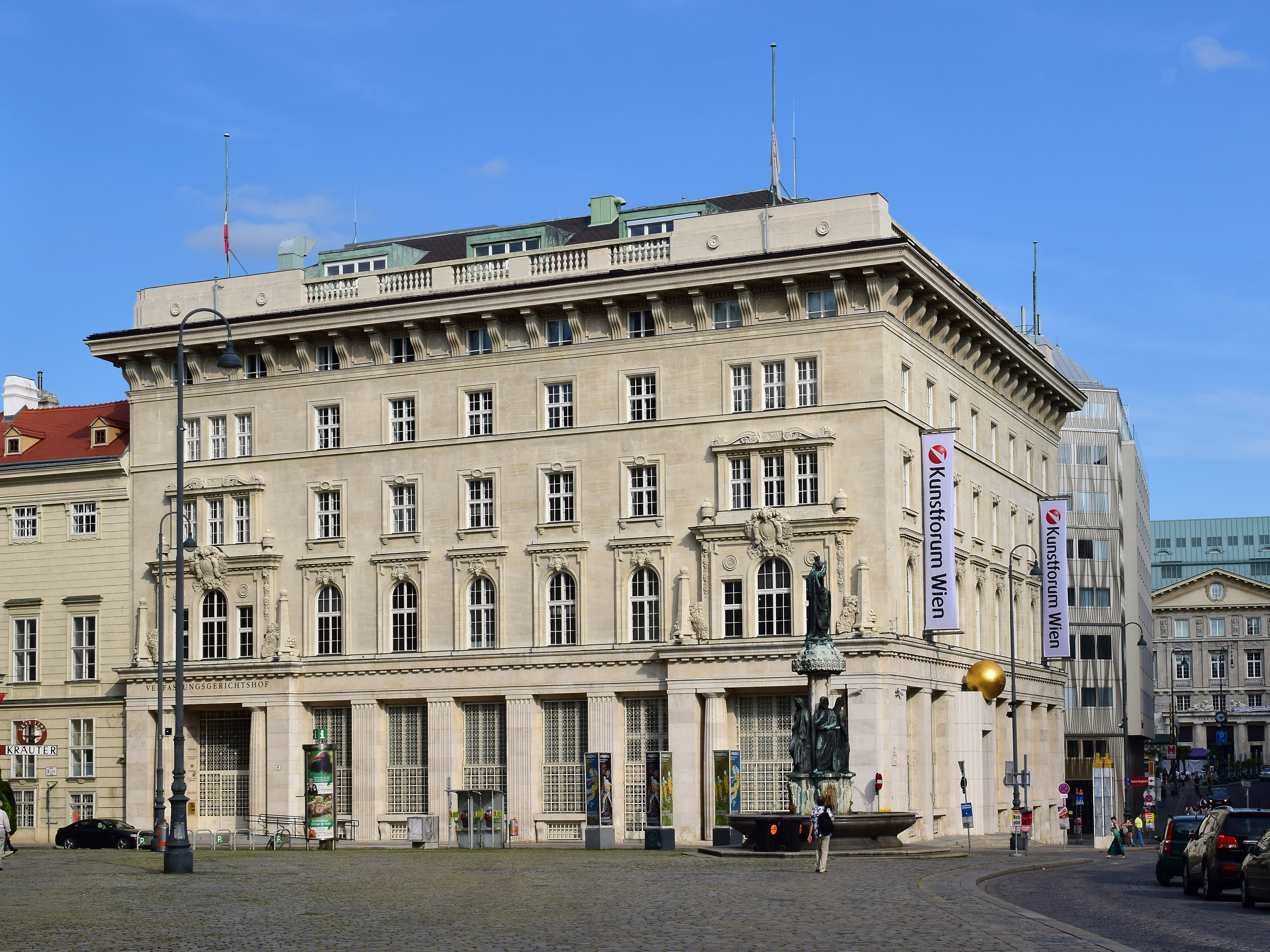
Der Sitz des Verfassungsgerichtshofs in Wien-Innere Stadt im ehemaligen Gebäude der Österr. Creditanstalt für Handel und Gewerbe

Der österreichische Verfassungsgerichtshof (Abkürzung VfGH) ist ein Gerichtshof des öffentlichen Rechts mit Sitz in Wien. Er ist als einzige in Österreich zur Ausübung der Verfassungsgerichtsbarkeit berufene Institution eine der wichtigsten Einrichtungen im Rechtsschutzsystem der österreichischen Bundesverfassung und neben dem Verwaltungsgerichtshof (VwGH) und dem Obersten Gerichtshof (OGH) eines von drei Höchstgerichten in Österreich. 
Die Kompetenzen des Verfassungsgerichtshofes werden im Bundes-Verfassungsgesetz (B-VG) abschließend geregelt, die Organisation und das Verfahren dagegen nur in ihren Grundzügen. Nach Art. 138 B-VG hat er die Funktion eines Kompetenzgerichtshofs nicht nur bei Kompetenzkonflikten zwischen Gerichten und Verwaltungsbehörden, sondern auch zwischen ordentlichen Gerichten und Verwaltungsgerichten oder dem Verwaltungsgerichtshof sowie zwischen dem Verfassungsgerichtshof selbst und allen anderen Gerichten.
Nähere Regelungen zum Verfahren enthalten das Verfassungsgerichtshofgesetz 1953 (VfGG) und eine vom Verfassungsgerichtshof auf seiner Grundlage erlassene Geschäftsordnung. Der VfGH gilt als ältestes für die Normenkontrolle ermächtigtes Verfassungsgericht der Welt.

## Geschichte der österreichischen Verfassungsgerichtsbarkeit

### Verfassungsgerichtsbarkeit in der Monarchie

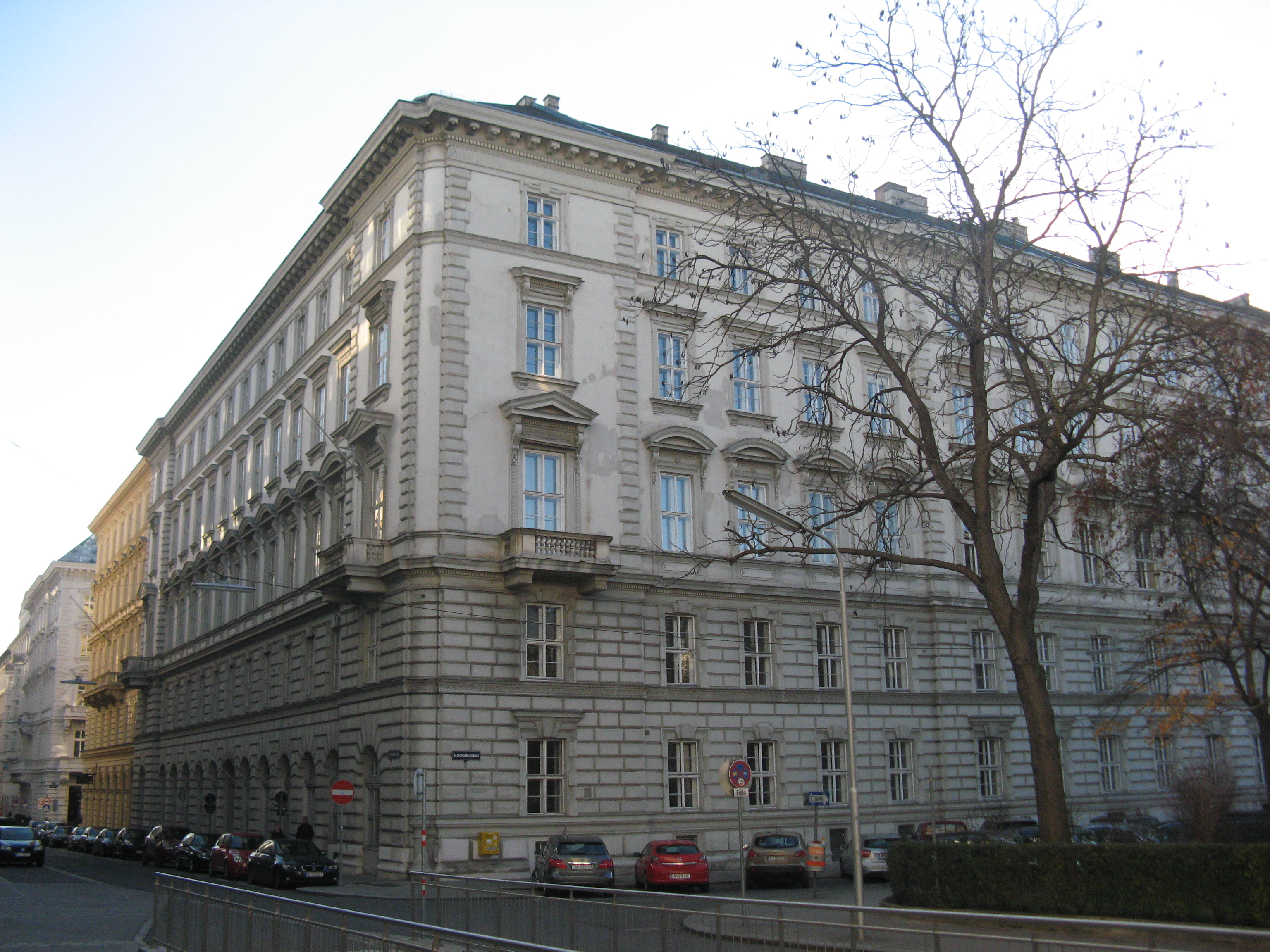
Das ehemalige Gebäude des Reichsgerichts am Wiener Schillerplatz

Als Vorgänger des späteren Verfassungsgerichtshofs der Republik (Deutsch-)Österreich wird allgemein das Reichsgericht der Monarchie angesehen. Dieses entstand im Zuge der Überlegungen zur Schaffung der konstitutionellen Dezemberverfassung von 1867 als notwendig erachtete Füllung einer Lücke des Februarpatents von 1861. Die Mitglieder des mit der Ausarbeitung der Dezemberverfassung betrauten Verfassungsausschusses des Abgeordnetenhauses des österreichischen Reichsrats planten, mit diesem eine Institution zu schaffen, die dreierlei Aufgaben zu übernehmen hatte: Die Gewährleistung des Schutzes der – nunmehr neu kodifizierten – verfassungsmäßig gewährleisteten politischen Rechte der Staatsbürger, die unparteiische Entscheidung gewisser Kompetenzkonflikte sowie die Durchsetzung von Ansprüchen, welche nicht privatrechtlicher Natur waren, gegen das Reich und die einzelnen Bestandteile desselben zu ermöglichen.
Das Reichsgericht wurde durch das Staatsgrundgesetz über die Einrichtung eines Reichsgerichts vom 21. Dezember 1867 eingeführt und nahm am 21. Juni 1869 seine Tätigkeit in Wien auf. Die erste mündliche Verhandlung führte das Reichsgericht am 29. November 1869 durch. Es bestand – hierin zeigt sich eine Übereinstimmung mit dem späteren Verfassungsgerichtshof – aus 14 Mitgliedern, wobei der Präsident und der Vizepräsident sowie die zwölf weiteren Mitglieder unterschiedlich vom Kaiser direkt oder auf Vorschlag jeweils einer der beiden Kammern des Reichsrats ernannt wurden.
Die letzten veröffentlichten Erkenntnisse des Reichsgerichts datieren mit 14. Oktober 1918, also wenige Tage vor dem Zusammenbruch der Monarchie und der Proklamation der Republik, wenngleich das Reichsgericht als provisorische Übergangsinstitution formal noch einige Wochen in der Zeit der Republik existierte.

### Der Verfassungsgerichtshof der Zwischenkriegszeit
Nach heute herrschender Ansicht in weiten Teilen der rechtsgeschichtlichen Lehre wurde der Staat (Deutsch-)Österreich nicht erst mit Beschluss des Gesetzes über die Staats- und Regierungsform von Deutschösterreich und der daran anschließenden öffentlichen Ausrufung der Republik am 12. November 1918, sondern bereits einige Tage zuvor, nämlich am 30. Oktober, gegründet. An diesem Tag fasste die Provisorische Nationalversammlung den „Beschluss über die grundlegenden Einrichtungen der Staatsgewalt“, dessen § 16 wie folgt lautete:
Insoweit Gesetze und Einrichtungen, die in den im Reichsrate vertretenen Königreichen und Ländern in Kraft stehen, durch diesen Beschluß nicht aufgehoben oder abgeändert sind, bleiben sie bis auf weiteres in vorläufiger Geltung.
Bedingt durch diese Formulierung war auch das Reichsgericht der Monarchie nicht ersatzlos aufgehoben, sondern als „provisorisches Reichsgericht“ des Staates Deutschösterreich eingesetzt worden. Dieses stellte jedoch seine Rechtsprechung mit den oben erwähnten letzten Erkenntnissen ein und nahm die Entscheidungstätigkeit in den Anfangstagen der Republik auch nicht mehr auf. Interessant ist in dieser Hinsicht, dass die Mitglieder des Reichsgerichts dennoch noch eine Entscheidung im Rahmen eines zusammengesetzten Senats über einen Kompetenzkonflikt des Reichsgerichts mit dem Verwaltungsgerichtshof am 11. November 1918 fällten – die einzige überlieferte Entscheidung des Reichsgerichts in der Zeit des Staates Deutschösterreich.

#### Der (deutsch-)österreichische Verfassungsgerichtshof 1919–1920
Bereits wenige Wochen nach der Bestimmung des vormaligen Reichsgerichts zum „provisorischen Reichsgericht“ der neuen Republik kam es schließlich zur Errichtung des Verfassungsgerichtshofs als eigenes Verfassungsgericht der Republik Deutschösterreich. Das Gesetz über die Errichtung eines deutschösterreichischen Verfassungsgerichtshofes vom 25. Jänner 1919 bildete die Grundlage für den Übergang der bisher vom Reichsgericht ausgeübten Kompetenzen auf den neu geschaffenen Verfassungsgerichtshof.
Der Vorentwurf für dieses Gesetz, das die Provisorische Nationalversammlung kurz vor dem Übergang der Gesetzgebungsgewalt an die gewählte Konstituierende Nationalversammlung am 25. Jänner 1919 beschloss, stammt aus der Feder Hans Kelsens, des späteren maßgeblichen Mitschöpfers der Bundesverfassung von 1920, der auf Anweisung von Staatskanzler Karl Renner tätig wurde.
Der nunmehr eingesetzte Verfassungsgerichtshof änderte im Wesentlichen nur seinen Namen. Darüber hinaus wurde die Anzahl der Mitglieder zunächst auf den Präsidenten, den Vizepräsidenten, acht weitere Mitglieder und vier Ersatzmitglieder verkleinert, weil Kelsen, wie er in den Anmerkungen zu seinem Entwurf ausführte, der Ansicht war, die vorgeschlagene Anzahl von zwölf Mitgliedern sei angesichts der „geminderten territorialen Kompetenz“ zu groß. Nachdem die Mitglieder des Reichsgerichts zuvor vom Kaiser ernannt worden waren, ging diese Ernennungskompetenz zunächst auf das neue Staatsoberhaupt der Republik, den Staatsrat, über.
Am 24. Februar 1919 kam es schließlich zur formellen Amtsübergabe des ehemaligen Präsidenten des Reichsgerichts, Karl Grabmayr, an den neuen Präsidenten des Verfassungsgerichtshofs, Paul Vittorelli. Der Verfassungsgerichtshof nahm danach unmittelbar seine rechtsprechende Arbeit auf und konnte mit 10. März 1919 seine ersten Erkenntnisse fällen. Bereits in einem dieser ersten Erkenntnisse hielt der Verfassungsgerichtshof allerdings fest, sich selbst nicht als „Fortsetzung des früheren Reichsgerichtes unter einer anderen Bezeichnung“ zu sehen, sondern vielmehr ein „neu geschaffener Gerichtshof“ zu sein.
Eine wesentliche Erweiterung der Kompetenzen des Verfassungsgerichtshofs erfolgte noch im März 1919. Mit dem Gesetz über die Volksvertretung wurde in dessen Art. 15 die Möglichkeit geschaffen, dass der Verfassungsgerichtshof auf Antrag der Staatsregierung Gesetzesbeschlüsse der Landesversammlungen auf ihre Verfassungswidrigkeit hin zu prüfen hat. Diese Bestimmung wird heute überwiegend als Beginn der Gesetzesprüfungskompetenz des Verfassungsgerichtshofs betrachtet, wobei ihr in der Zeit bis zur Schaffung des B-VG 1920 tatsächlich keine Bedeutung zukam, da es in dieser Zeit zu keinem einzigen solchen Gesetzesprüfungsverfahren kam.
Zu einer weiteren Kompetenzerweiterung kam es nur wenige Wochen später, am 3. April 1919, mit einem Gesetz, das die Aufgaben der Staatsgerichtsbarkeit (also insbesondere die Entscheidung über Anklagen von Ministern) an den Verfassungsgerichtshof übertrug. Mit demselben Gesetz wurde auch die Mitgliederzahl wieder auf 14 angehoben und damit dem Stand des ehemaligen Reichsgerichts angeglichen. Bereits kurz zuvor, nämlich am 30. März 1919 verstarb das Mitglied des Verfassungsgerichtshofs Edmund Bernatzik. Als sein regulärer Nachfolger – und damit nicht bedingt durch die Aufstockung der Mitgliederzahl, die parallel dazu stattfand – wurde am 3. Mai 1919 der von Teilen der Lehre als geistiger „Vater“ des Verfassungsgerichtshofs bezeichnete Hans Kelsen zum Verfassungsrichter ernannt.
Der Staatsvertrag von Saint-Germain bedingte eine gesamtstaatliche Namensänderung: Der Staat trug nicht mehr den Namen „Deutschösterreich“, sondern nur noch „Österreich“. Dies hatte insofern Auswirkung auf den Verfassungsgerichtshof, als dieser ab 21. Juli 1920 als Verfassungsgerichtshof der Republik Österreich bezeichnet wurde.

#### Der Verfassungsgerichtshof nach dem B-VG 1920
Das Jahr 1920 brachte der jungen Republik Österreich eine verfassungsrechtliche Zäsur: Nachdem die Konstituierende Nationalversammlung monatelang diskutiert und verhandelt hatte, wurde schließlich in ihrer letzten Sitzung am 1. Oktober 1920 mit dem Bundes-Verfassungsgesetz der zentrale Verfassungsakt der österreichischen Bundesverfassung beschlossen, die mit dem Tag der ersten Sitzung des darin neu geschaffenen Nationalrats am 10. November 1920 in Kraft trat.
Diese Verfassung ging auf Entwürfe Hans Kelsens sowie Textbeiträge des damaligen Staatskanzlers Karl Renner sowie des späteren Bundeskanzlers und Mitglieds des Verfassungsgerichtshofs Michael Mayr zurück. Sie stellt bis heute den zentralen Bestandteil des österreichischen Verfassungsrechts dar und enthielt zum Zeitpunkt ihrer ursprünglichen Beschlussfassung in den Artikeln 137 bis 148 die wesentlichen Bestimmungen zur Einrichtung, Organisation und Zuständigkeit des Verfassungsgerichtshofs.
Im Zuge der Einführung des B-VG wurden auch die Kompetenzen des Verfassungsgerichtshofs zum einen auf eine verfassungsrechtliche Grundlage gestellt und zum anderen erheblich ausgeweitet. Neben der schon bislang bestehenden Kompetenz-, Kausal-, Wahl- und Staatsgerichtsbarkeit erhielt der Verfassungsgerichtshof insbesondere auch erweiterte Normenkontrollbefugnisse (also die Berechtigung, Verordnungen und Gesetze auf ihre Verfassungsmäßigkeit zu prüfen) sowie die Sonderverwaltungsgerichtsbarkeit (die Möglichkeit, über Beschwerden wegen Verletzung verfassungsmäßig gewährleisteter Rechte durch Entscheidung oder Verfügung von Verwaltungsbehörden zu entscheiden). Daneben mussten auch die Mitglieder des Verfassungsgerichtshofs – es blieb bei 14 Mitgliedern – erneut nach den nunmehr neu geschaffenen Besetzungsbestimmungen des Art. 147 B-VG bestellt werden. Dies erfolgte durch die Wahl der Mitglieder im National- bzw. Bundesrat am 15. bzw. 20. Juli 1921. Ein zusätzliches Vorschlagsrecht der Bundesregierung, wie dies heute der Fall ist, kannte die ursprüngliche Fassung des Art. 147 nicht. Ganz im Gegensatz zu den späteren Bestellungen war es 1921 üblich, dass aktive Politiker, teilweise sogar ohne juristische Vorbildung, aus parteipolitischem Kalkül zu Mitgliedern des Verfassungsgerichtshofs bestellt wurden.
Seine ersten Erkenntnisse nach der Erlassung des B-VG fällte der Verfassungsgerichtshof am 14. Dezember 1920, wobei erst am 11. Oktober 1921, nach den Neubestellungen, die ersten Erkenntnisse durch die neue Besetzung gefällt wurden. Den Sitz hatte der Verfassungsgerichtshof zunächst weiter im Gebäude des ehemaligen Reichsgerichts („Schillerhof“) am Wiener Schillerplatz, ehe er im Mai 1923 aus Einsparungsgründen infolge der Genfer Protokolle ins Parlamentsgebäude übersiedeln musste.
Eine weitere organisatorische Veränderung erfuhr der Verfassungsgerichtshof im Jahr 1921, als das Verfassungsgerichtshofgesetz erlassen wurde. Bis dahin hatte es kein eigenes Organisations- und Verfahrensrecht für den Gerichtshof gegeben, weshalb das „Gesetz betreffend die Organisation des Reichsgerichtes, das Verfahren vor dem selben und die Vollziehung seiner Erkenntnisse“ aus dem Jahr 1869 ersatzweise herangezogen wurde. Das Bundesgesetz über die Organisation und über das Verfahren des Verfassungsgerichtshofes vom 13. Juli 1921 änderte diesen Zustand und bewirkte gleichzeitig einige organisatorische Neuerungen. Zu den wichtigsten davon gehören die Festlegung der Zahl der Mitglieder des Gerichtshofs (14, wie bereits beim Reichsgericht, aber sechs statt vier Ersatzmitglieder) sowie erstmals eine Unvereinbarkeitsbestimmung für die Richter des Verfassungsgerichtshofs. Auch die Kompetenzen des Verfassungsgerichtshofs wurden im selben Zuge erweitert: Er war nunmehr auch zuständig, über Kompetenzstreitigkeiten zwischen Bund und Ländern zu entscheiden.

#### Die Entpolitisierung des Verfassungsgerichtshofs 1930
Die Novelle des Bundes-Verfassungsgesetzes von 1929 führte zu einer tiefgreifenden Veränderung des österreichischen Verfassungsgerichtshofs. Bereits nach der Nationalratswahl 1920 hatte sich unter Führung der Christlichsozialen Partei eine „Bürgerblockregierung“ gebildet (siehe Bundesregierung Mayr II), die, bei der Nationalratswahl 1927 als Einheitsliste angetreten, gemeinsam mit dem Landbund über eine Mehrheit im Nationalrat verfügte. Diese Parlamentsmehrheit strebte nunmehr eine Novelle des Bundes-Verfassungsgesetzes an, um eine Entpolitisierung des VfGH zu bewerkstelligen, nachdem diesem zuvor zahlreiche aktive Politiker und parteinahe Personen angehört hatten. Wesentlichstes Ziel der Novelle war aber primär eine Stärkung der Stellung des Bundespräsidenten gegenüber dem Parlament. Daher wurden auch als zentrales Element der Reform die Bestimmungen über die Bestellung der Verfassungsrichter abgeändert: Nicht mehr der Nationalrat, sondern der Bundespräsident sollte die Mitglieder des Verfassungsgerichtshofs ernennen. Hierzu hatten die Bundesregierung, der Nationalrat und der Bundesrat jeweils Vorschläge zu erstatten, die beiden Letztgenannten in Form von Dreiervorschlägen, aus denen der Bundespräsident einen Kandidaten auswählen konnte.
Weiters wurden die Unvereinbarkeitsregeln des VfGG sowie die Zahl der Mitglieder des Verfassungsgerichtshofs nunmehr im Bundes-Verfassungsgesetz verankert. Zugleich wurde, wie bereits angedeutet, die Entpolitisierung des Gerichtshofs angestrebt, indem die Vollendung des Rechts- und Staatswissenschaftlichen Studiums ebenso zur Voraussetzung für die Ernennung gemacht wurde wie eine zehnjährige Ausübung eines juristischen Berufs. Waren die Mitglieder des Verfassungsgerichtshofs bis dahin auf Lebenszeit gewählt worden, bestimmte die Novelle nunmehr, dass ihre Amtszeit mit Ablauf des Jahres enden sollte, in dem sie ihr 70. Lebensjahr vollendeten, – auch diese Regelung hat bis heute Bestand. Der von manchen Autoren als „Schönheitsfehler“ der Reform von 1929 bezeichnete Punkt der Novelle bestand darin, dass, wie einige Autoren anmerken, die „Entpolitisierung“ eher eine „Umpolitisierung“ war: Durch § 25 des Verfassungs-Übergangsgesetzes 1929 verloren nämlich alle zu diesem Zeitpunkt im Verfassungsgerichtshof tätigen Richter ihr Amt zum 15. Februar 1930 und mussten nach den neuen Bestellungsregeln neu bestellt werden.
Dass dies nicht bei allen Mitgliedern geschah und beispielsweise Hans Kelsen sein Amt dadurch verlor, macht deutlich, dass hauptsächlich der parteipolitischen Linie der Regierung entsprechende Mitglieder wiederbestellt wurden. Kelsen saß bis dahin als „Experte“ im Verfassungsgerichtshof und hatte sich dort als Referent bei umstrittenen Erkenntnissen (z. B. Sever-Ehe) bei der Regierung unbeliebt gemacht. Er hätte ein Angebot des damaligen Wiener Bürgermeisters Karl Seitz annehmen können, der vorschlug, ihn vonseiten der Sozialdemokraten zu nominieren, lehnte dies aber ab, da er nicht parteipolitisch nominiert werden wollte. Auch Präsident Vittorelli und Vizepräsident Menzel verloren am 15. Februar 1930 ihre Ämter als Mitglieder des Verfassungsgerichtshofs.

#### Ausschaltung des Verfassungsgerichtshofs 1933/34

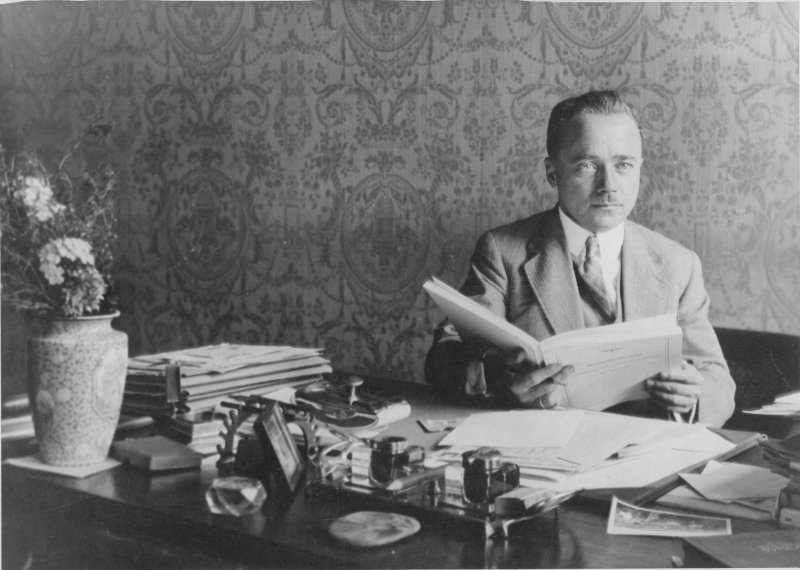
Bundeskanzler Engelbert Dollfuß schaltete 1933 mit seiner Regierung den VfGH aus

Die politische Entwicklung der 1930er-Jahre war in der Folge geprägt von einer Zuspitzung und Polarisierung zwischen den konservativen Regierungsparteien und der oppositionellen Sozialdemokratie. All dies kulminierte schließlich in der Nationalratssitzung am 4. März 1933, als alle drei Präsidenten des Nationalrats zurücktraten. Bundeskanzler Engelbert Dollfuß nahm dieses Ereignis zum Anlass, von der „Selbstausschaltung des Parlaments“ und daraus resultierend dessen Funktionsunfähigkeit auszugehen. In weiterer Folge wurde eine für 15. März einberufene Nationalratssitzung mithilfe der Polizei, die das Parlamentsgebäude umstellte und Abgeordneten den Zugang verwehrte, verhindert.
Die Bundesregierung Dollfuß I erließ in der Folge auf der Grundlage des Kriegswirtschaftlichen Ermächtigungsgesetzes von 1917 generelle Normen in Form von (Not-)Verordnungen. Bereits bis zum 30. Mai 1933 langten beim Verfassungsgerichtshof insgesamt 38 Anträge auf Prüfung von solchen Verordnungen ein, zum Jahresende 1933 hatte allein die Wiener Landesregierung Seitz III 82 solche Anträge eingebracht. Der Verfassungsgerichtshof leitete schließlich auch von Amts wegen ein Prüfungsverfahren ein, was die Regierung befürchten ließ, der Gerichtshof würde ihrer Praxis der Gesetzgebung durch Verordnungen demnächst ein Ende setzen. Nachdem das Verfahren über sieben dieser Fälle bereits eingeleitet und die Bundesregierung zur Erstattung von Gegenschriften aufgefordert worden war, war Eile geboten.
In einer Ministerratssitzung am 28. April 1933 wurde daher von der Regierung das weitere Vorgehen besprochen, wobei ein Vorschlag des VfGH-Ersatzmitglieds Robert Hecht aufgegriffen wurde: Die regierungsnahen Mitglieder des Verfassungsgerichtshofs sollten geschlossen zurücktreten, sodass die für die Beschlussfassung im Gerichtshof erforderliche Anwesenheit nicht mehr erreicht werden konnte.
Die Regierung erließ am 23. Mai 1933 eine gesetzesändernde Verordnung, mit der das Verfassungsgerichtshofgesetz abgeändert wurde, um die vorgeschlagene Vorgehensweise zu erleichtern. So mussten nicht alle Mitglieder zurücktreten, sondern es reichte bereits der Rücktritt einzelner Mitglieder, um weitere Mitglieder von der Verhandlung automatisch auszuschließen. Als erstes Mitglied des Verfassungsgerichtshofs trat bereits am 18. Mai 1933, also noch einige Tage vor der Änderung des VfGG, Adolf Wanschura vom Amt zurück, der in einer zeitgleich mit dem Beschluss der oben genannten Verordnung veröffentlichten Erklärung in der Reichspost seinen Austritt ausführlich begründete. In weiterer Folge, insbesondere nachdem Robert Hecht im Auftrag von Dollfuß zugesagt hatte, dass die zurücktretenden Mitglieder auch für den künftig neu zu besetzenden VfGH wieder berücksichtigt würden, traten zwischen 20. und 28. Mai noch sechs weitere Mitglieder des Gerichtshofs von ihren Ämtern zurück (neben Wanschura und Hecht selbst auch Ludwig Praxmarer, Friedrich Mathias, Mathias Bernegger, Ernst Ganzwohl und Adolf Pilz). Dadurch war der Verfassungsgerichtshof nicht mehr beschlussfähig, was de facto die Ausschaltung bedeutete.
Mit der autoritären ständestaatlichen Maiverfassung von 1934 wurde der Verfassungsgerichtshof schließlich gänzlich abgeschafft, wodurch auch die noch verbliebenen Mitglieder des Gerichtshofs ihr Amt verloren. Gleichzeitig wurde in der von der Bundesregierung durchgesetzten und von einem „Rumpfparlament“ beschlossenen Verfassung der Bundesgerichtshof als Nachfolger sowohl des Verfassungs- als auch des Verwaltungsgerichtshofs geschaffen. Diesem gehörten in der Folge auch einige der ehemaligen VfGH-Mitglieder an, insbesondere in dessen Verfassungssenat. Der „Anschluss“ Österreichs an das nationalsozialistische Deutsche Reich änderte das Wesen des Bundesgerichtshofs maßgeblich. Er verlor alle verfassungsgerichtlichen Kompetenzen und wurde zu einem Verwaltungsgericht, das ab 1940 als „Verwaltungsgerichtshof in Wien“ bezeichnet wurde.
1941 wurde er mit anderen Verwaltungsgerichten organisatorisch zusammengelegt und fungierte in der Folge als Außensenat Wien des Reichsverwaltungsgerichts.

### Entwicklung des Verfassungsgerichtshofs in der zweiten Republik

#### Der provisorische Verfassungsgerichtshof 1945/1946
Die Befreiung vom Nationalsozialismus ab Ende März 1945 führte auch zum Wiederaufleben der Republik Österreich und ihrer Institutionen. Nachdem bereits am 23. April zwischen den beiden neu gegründeten großen Parteien, den Sozialisten und der Volkspartei, das Einvernehmen über die Bildung einer provisorischen Staatsregierung hergestellt wurde, wurde diese am 27. April 1945 von der sowjetischen Besatzungsmacht anerkannt. Noch am selben Tag erließ die neue provisorische Staatsregierung unter Staatskanzler Karl Renner eine Proklamation über die Unabhängigkeit Österreichs.
Bereits in seiner sechsten Sitzung am 13. Mai 1945 beschloss der Kabinettsrat das Verfassungs-Überleitungsgesetz, mit dem das Bundes-Verfassungsgesetz in der Fassung von 1929 sowie alle weiteren Verfassungsgesetze in ihrem Stand vom 5. März 1933 wieder in Geltung gesetzt wurden. Österreich war damit wieder auf die verfassungsmäßige Grundlage vor der autoritären Maiverfassung von 1934 gestellt worden. Tatsächlich wurde im Verfassungs-Überleitungsgesetz aber bestimmt, dass das B-VG aufgrund der Undurchführbarkeit zu diesem Zeitpunkt erst sechs Monate nach dem Zusammentreten der gewählten Volksvertretung in Kraft treten sollte. (Diese Frist wurde in der Folge stark verkürzt.) Bis dahin galt eine Vorläufige Verfassung.
Diese Vorläufige Verfassung sah zunächst keinen Verfassungsgerichtshof vor. Erst mit einem Verfassungsgesetz vom 12. Oktober 1945 wurde in § 48a der Vorläufigen Verfassung der Verfassungsgerichtshof wieder eingerichtet, um in Hinblick auf die anstehenden Nationalratswahlen eine ordentliche Kompetenz- und Wahlgerichtsbarkeit zu gewährleisten. Die Kompetenzen dieses provisorischen Verfassungsgerichtshofs wurden aus dem – zu diesem Zeitpunkt noch gar nicht in Geltung stehenden – Bundes-Verfassungsgesetz 1929 abgeleitet. Das erste und offenbar einzige Erkenntnis des Verfassungsgerichtshofs auf Grundlage der Vorläufigen Verfassung betraf dann auch eine Wahlanfechtung, und zwar die Anfechtung der Landtagswahl in Tirol 1945. Das ebenfalls am 12. Oktober 1945 beschlossene Verfassungsgerichtshofgesetz regelte erneut die Einrichtung und das Verfahren des Verfassungsgerichtshofs. Dem provisorischen Verfassungsgerichtshof gehörten demnach bis zum Inkrafttreten des B-VG nur ein Präsident, ein Vizepräsident und fünf weitere Mitglieder sowie fünf Ersatzmitglieder an. Die Bestellung dieser Mitglieder erfolgte ebenfalls abweichend zum B-VG: Präsident und Vizepräsident waren vom Kabinettsrat (Staatskanzler, alle Staatssekretäre, alle Unterstaatssekretäre), je ein Mitglied und Ersatzmitglied von den beiden anderen Höchstgerichten (OGH und VwGH) sowie je ein Mitglied und Ersatzmitglied von den drei staatstragenden politischen Parteien (ÖVP, SPÖ und KPÖ) zu bestellen.
Am 25. November 1945 fand in Österreich die erste Nationalratswahl seit 1933 statt. Der somit neu gewählte Nationalrat kam am 19. Dezember 1945 zu seiner konstituierenden Sitzung zusammen und beschloss in dieser ein weiteres Verfassungs-Übergangsgesetz, mit dem das B-VG 1929 in Kraft gesetzt und das Verfassungs-Überleitungsgesetz sowie die vorläufige Verfassung des Kabinettsrats außer Geltung gesetzt wurden. Der erste nach den Bestimmungen des B-VG 1929 zusammengesetzte Verfassungsgerichtshof kam in der Folge am 3. Oktober 1946 zu seiner konstituierenden Sitzung unter dem Vorsitz von Präsident Ludwig Adamovich sen. zusammen.

#### Entwicklungen nach 1946

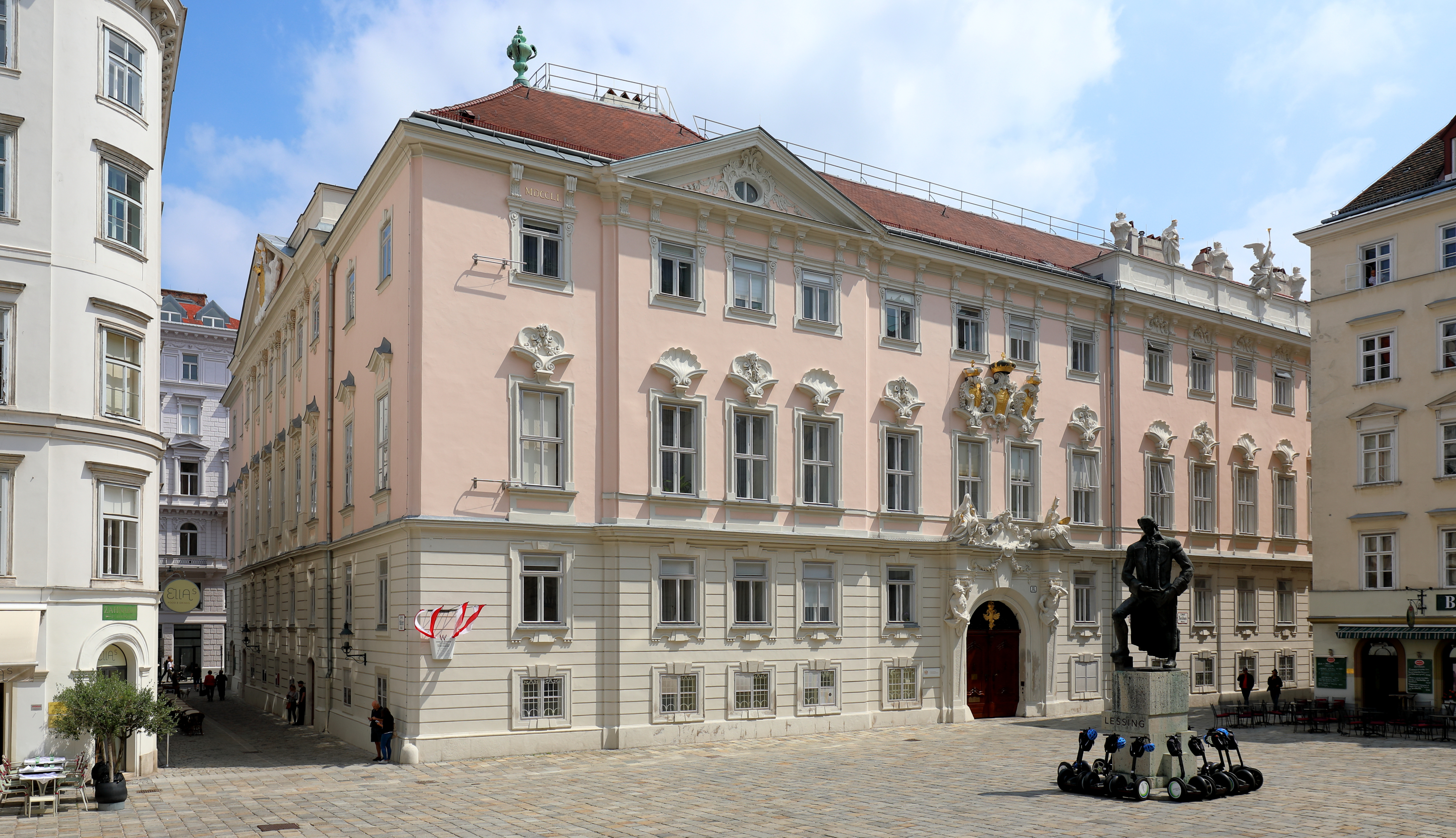
Der österreichische Verfassungsgerichtshof residierte von 1946 bis 2012 in der ehemaligen Böhmischen Hofkanzlei, Wien 1., Judenplatz 11

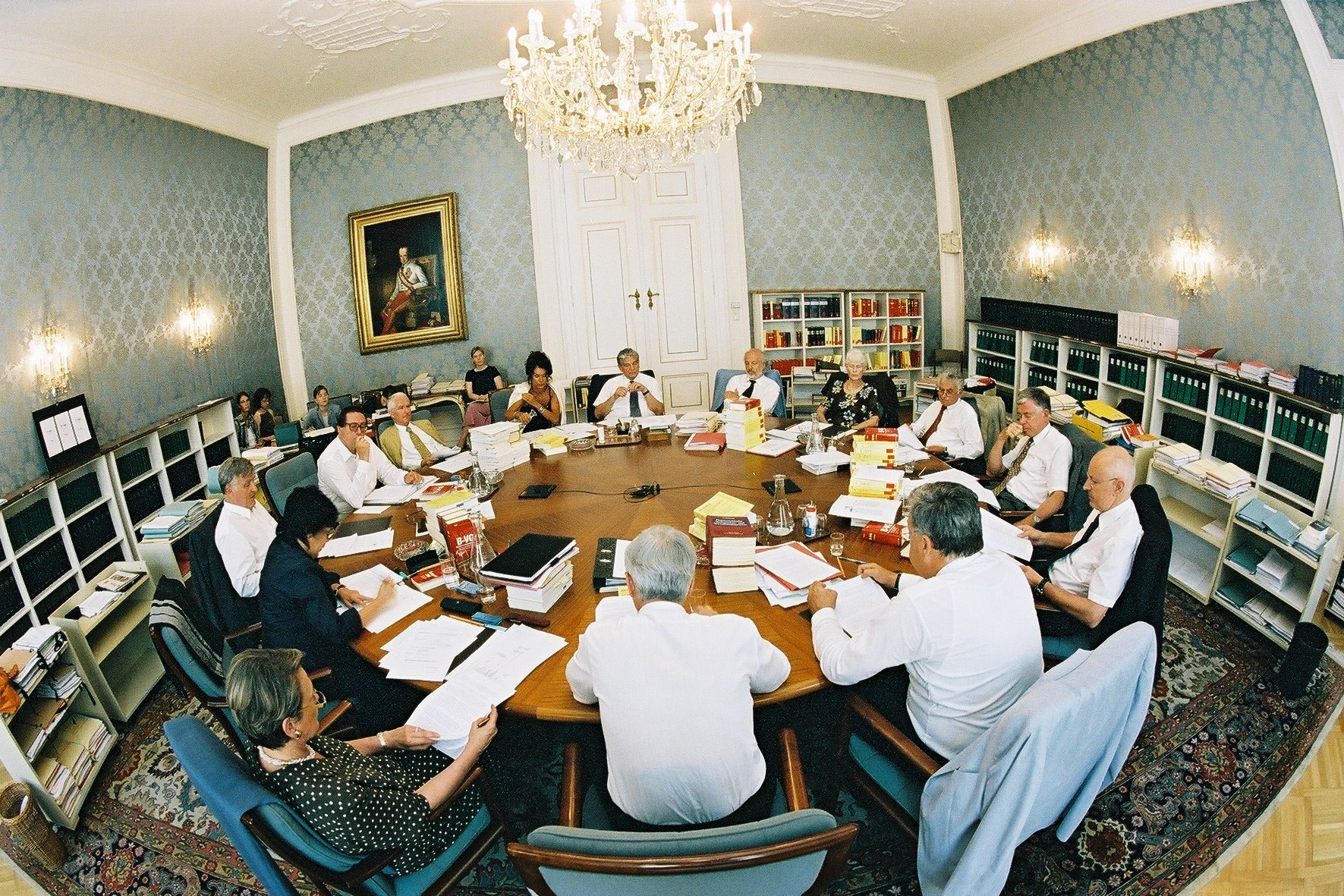
Beratung der VfGH-Richter im Blauen Salon der Böhmischen Hofkanzlei im Juni 2003

In den Jahrzehnten nach der Konstituierung des Verfassungsgerichtshofs der Zweiten Republik auf Grundlage des Bundes-Verfassungsgesetzes kam es im Wesentlichen nur noch zu Änderungen und Erweiterungen der Kompetenzen des Gerichtshofs. Seine Stellung oder Organisation wurden aber nie mehr wesentlich verändert. Eine geringfügige Änderung hinsichtlich des Bestellungsmodus wurde mit einer Verfassungsnovelle im Jahr 1994 eingeführt: Bis dahin hatten sowohl der National- als auch der Bundesrat ihre Vorschläge für die Bestellung von Mitgliedern dem Bundespräsidenten jeweils als Dreiervorschläge zu unterbreiten, woraus der Bundespräsident einen der Kandidaten frei wählen konnte. Diese Praxis wurde 1994 abgeschafft und dem Vorschlagsrecht der Bundesregierung angeglichen, sodass nunmehr auch National- und Bundesrat jeweils Einzelkandidaten zur Bestellung vorschlagen.
Weitere Novellierungen des Bundes-Verfassungsgesetzes und anderer Verfassungsbestimmungen mit Bezug zum Verfassungsgerichtshof betrafen meistens nur dessen Kompetenzen. So kann der VfGH etwa seit 1964 über die Rechtmäßigkeit von Staatsverträgen entscheiden, seit 1975 auf Antrag eines Drittels der Abgeordneten des Nationalrats oder eines zweitinstanzlichen Gerichts ein Gesetzes- oder Verordnungsprüfungsverfahren einleiten, dasselbe seit 1991 auch auf Antrag eines Drittels der Mitglieder des Bundesrats, sowie Entscheidungen der damaligen Unabhängigen Verwaltungssenate prüfen. Im Zuge der bedeutenden Novelle 1975 wurde auch die „Individualbeschwerde“ eingeführt, die es Einzelpersonen in eng begrenztem Rahmen ermöglichte, Gesetzes- oder Verordnungsbestimmungen direkt beim Verfassungsgerichtshof zu bekämpfen. Eine wesentliche Neuerung in den Kompetenzen des Verfassungsgerichtshofs stellte auch die mit 1. Jänner 2015 eingeführte „Gesetzesbeschwerde“ – juristisch als Parteiantrag auf Normenkontrolle bezeichnet – dar, die es Parteien eines Verfahrens vor einem ordentlichen Gericht ermöglicht, im Zuge eines Rechtsmittels gegen ein erstinstanzliches Urteil beim Verfassungsgerichtshof die Aufhebung von Rechtsvorschriften zu beantragen. Auch erstinstanzliche Gerichte können seitdem Anträge auf Normenkontrolle an den Verfassungsgerichtshof stellen.
Von 1946 bis zum Sommer 2012 hatte der VfGH seinen Sitz in der ehemaligen Böhmischen Hofkanzlei im 1. Wiener Gemeindebezirk, Eingang vom Judenplatz, wo sich auch der Verwaltungsgerichtshof befindet. Am 20. August 2012 wurde der wegen Platzmangels übersiedelte Gerichtsbetrieb im bis 1921 errichteten ehemaligen Bankgebäude Freyung 8 (offizielle Adresse, zuvor als Renngasse 2 bezeichnet), ebenfalls im 1. Bezirk, aufgenommen. Das Haus ist seit Anfang der 1990er Jahre als Sitz des Bank Austria Kunstforums bekannt.
Mit der Ernennung von Brigitte Bierlein zur VfGH-Präsidentin am 23. Februar 2018 rückte erstmals in der Geschichte der österreichischen Verfassungsgerichtsbarkeit eine Frau an die Spitze dieses Höchstgerichts auf. Knapp anderthalb Jahre später wurde Brigitte Bierlein von Bundespräsident Alexander Van der Bellen zur Bundeskanzlerin einer Übergangsregierung (Bundesregierung Bierlein) ernannt, nachdem die vorherige Regierungs-Koalition infolge der Ibiza-Affäre aufgelöst worden war. Gemäß Art. 147 Abs. 4 u. 5 B-VG dürfen Mitglieder des Verfassungsgerichtshofs nicht gleichzeitig auch der Bundesregierung angehören (Grundsatz der Inkompatibilität). Im Vorfeld der Angelobung als Bundeskanzlerin legte Brigitte Bierlein daher das Amt als Präsidentin des Verfassungsgerichtshofes mit 2. Juni 2019 zurück.

## Bedeutende Erkenntnisse des Verfassungsgerichtshofs
Die Erkenntnisse des Verfassungsgerichtshofes von 1919 bis 1979 sind auf einem Internetportal der Österreichischen Nationalbibliothek mit dem Namen ALEX – Historische Rechts- und Gesetzestexte Online archiviert. Die Erkenntnisse seit 1980 – sowie in Auswahl auch ältere Judikate – sind im Rechtsinformationssystem des Bundes (RIS) zu finden. Der Verfassungsgerichtshof selbst präsentiert auf seiner Website unter dem Titel „Rechtsprechung im Wandel“ im Rahmen einer Zeitleiste ausgewählte geschichtlich bedeutsame Erkenntnisse.

### In der Ersten Republik
Unter den vom VfGH zu entscheidenden Fällen befanden sich einige, in denen der Gegensatz zwischen der Sozialdemokratie und der seit 1920 konservativen Bundesregierung zum Ausdruck kam:
Kein „Reigen“-Verbot in Wien
Der Wiener Bürgermeister Jakob Reumann verbot 1921 entgegen einer Verordnung des Bundesministers für Inneres und Unterricht, Egon Glanz, die Aufführung von Arthur Schnitzlers von Konservativen als skandalös bezeichnetem Drama „Reigen“ nicht und wurde deshalb von der Bundesregierung Mayr II beim VfGH angeklagt. Es stellte sich heraus, dass die an Reumann ergangene Verordnung keine Unterschrift aufwies und daher rechtlich als nicht existent zu betrachten war.
Feuerbestattung gegen Ministerwillen
1923 nahm Reumann gegen den Willen von Sozialminister Richard Schmitz ein städtisches Krematorium, die Feuerhalle Simmering, in Betrieb (die römisch-katholische Kirche trat damals gegen die Feuerbestattung auf). Der Landeshauptmann wurde daraufhin von der von einem Priester geleiteten Bundesregierung Seipel I vor den VfGH gezogen. Dieser entschied, Reumann habe sich in einem entschuldbaren Rechtsirrtum befunden, da das Bestattungswesen lang ausschließliche Landeskompetenz gewesen sei.
Dispensehen nicht von Gerichten entscheidbar
Die so genannten Sever-Ehen (auch Dispensehe) bewirkten jahrelange Unsicherheit der betreffenden Personen. Albert Sever, 1919–1921 sozialdemokratischer Landeshauptmann von Niederösterreich (damals noch inklusive Wien), hatte geschiedenen Katholiken per Dispens die Wiederverehelichung ermöglicht. Gerichte sahen sich berufen, die Dispens in einigen Fällen für unwirksam zu erklären. Der VfGH entschied, der Verfassung entsprechend seien nur Verwaltungsbehörden, nicht aber Gerichte zu diesen Entscheidungen befugt, und hob die Gerichtsurteile zum Missvergnügen der Konservativen auf, sodass die Zweitehen aufrecht blieben. In einem späteren Erkenntnis, das der Verfassungsgerichtshof nach der Neubesetzung aller Stellen 1930, traf, wurde diese Auffassung ausdrücklich revidiert.

### In der Zweiten Republik
Verfassungsbestimmungen in einfachen Gesetzen
In der Zweiten Republik wurde Österreich 1945–1966, 1987–1994, 1996–2000 und 2006–2008 von einer Großen Koalition regiert, die im Nationalrat über die verfassungsändernde Zwei-Drittel-Mehrheit verfügte. Lief eine politisch erwünschte Gesetzesbestimmung Gefahr, vom VfGH – meist wegen Verstoßes gegen das grundsätzliche Gleichheitsgebot der Verfassung – aufgehoben zu werden, beschloss die Große Koalition häufig Bestimmungen im Verfassungsrang. Damit konnte man die Prüfung dieser Bestimmung durch den VfGH verhindern.
Lange Übergangsfristen
Der VfGH hob die im Allgemeinen Sozialversicherungsgesetz, in Kraft getreten 1956, enthaltene Regel, dass das Regelpensionsalter für Männer mit 65 Lebensjahren, für Frauen mit 60 Lebensjahren angesetzt wird, 1990 wegen Verstoßes gegen den Gleichheitsgrundsatz der Verfassung auf. Bundesregierung und Nationalrat entschieden sich zur Abstellung der Ungleichheit für sehr lange Übergangsfristen.
Aufhebung der Stichwahl zur Bundespräsidentenwahl 2016
Am 1. Juli 2016 verkündete der VfGH ein Erkenntnis, wonach der zweite Wahlgang zur Bundespräsidentenwahl in Österreich 2016 in ganz Österreich zu wiederholen sei, und bestätigte somit eine Wahlanfechtung des Zustellbevollmächtigten Heinz-Christian Strache des unterlegenen Kandidaten Norbert Hofer (FPÖ).
Grund für die Aufhebung war, dass der VfGH feststellte, dass es in insgesamt 14 österreichischen Wahlbezirken zu Verletzungen der Vorschriften für die Auszählung der Briefwahlstimmen gekommen war. Insgesamt rund 77.000 Briefwahl-Stimmen waren zu früh oder durch die falschen Personen ausgezählt worden. Außerdem waren die vorläufigen Wahl(teil)ergebnisse von den Wahlbehörden zu früh an die Medien weitergegeben worden.
Erstmals in der Geschichte der Republik Österreich kam es daher ab 8. Juli 2016 nach dem durch das Auslaufen der Amtszeit bedingten Ausscheiden von Heinz Fischer aus dem Amt zu einem Interregnum ohne Bundespräsidenten. Der in der aufgehobenen Stichwahl siegreich gewesene Kandidat Alexander Van der Bellen konnte auf Grund dieses VfGH-Erkenntnisses das Amt nicht antreten, sondern musste sich erneut einer Stichwahl stellen, die er schließlich am 4. Dezember für sich entscheiden konnte. Das Erkenntnis zur Aufhebung der Stichwahl entwickelte sich rasch zu einem politisch und rechtswissenschaftlich stark diskutierten Gegenstand der öffentlichen Debatte. Namhafte Juristen haben das Erkenntnis sowohl stark kritisiert als auch gegen solche Kritik verteidigt.
Öffnung der Ehe für gleichgeschlechtliche Paare
Nachdem sich ein homosexuelles Paar im Jahr 2016 beim Verfassungsgerichtshof darüber beschwert hatte, dass es vom Magistrat der Stadt Wien nicht zur Eheschließung zugelassen worden war, leitete der VfGH von Amts wegen ein Prüfverfahren ein, um zu prüfen, ob es verfassungswidrig sei, gleichgeschlechtlichen Paaren den Zugang zur Ehe grundsätzlich zu verweigern. In seinem Erkenntnis vom 4. Dezember 2017 hob der Verfassungsgerichtshof die Wortfolge „verschiedenen Geschlechts“ in § 44 ABGB sowie die entsprechenden Bestimmungen im Eingetragene Partnerschaft-Gesetz (EPG) mit Wirkung zum 1. Jänner 2019 auf. Als Folge dürfen daher seit 1. Jänner 2019 auch gleichgeschlechtliche Paare in Österreich die Zivilehe miteinander eingehen. Begründend führte der VfGH im Wesentlichen aus, dass die eingetragene Partnerschaft der Ehe immer weiter angenähert worden sei, sodass die beiden Rechtsinstitute einander heute sowohl von der Ausgestaltung als auch von den Rechtsfolgen her trotz „vereinzelt bestehender Unterschiede“ weitgehend entsprächen.

## Organisation

### Mitglieder des Verfassungsgerichtshofes

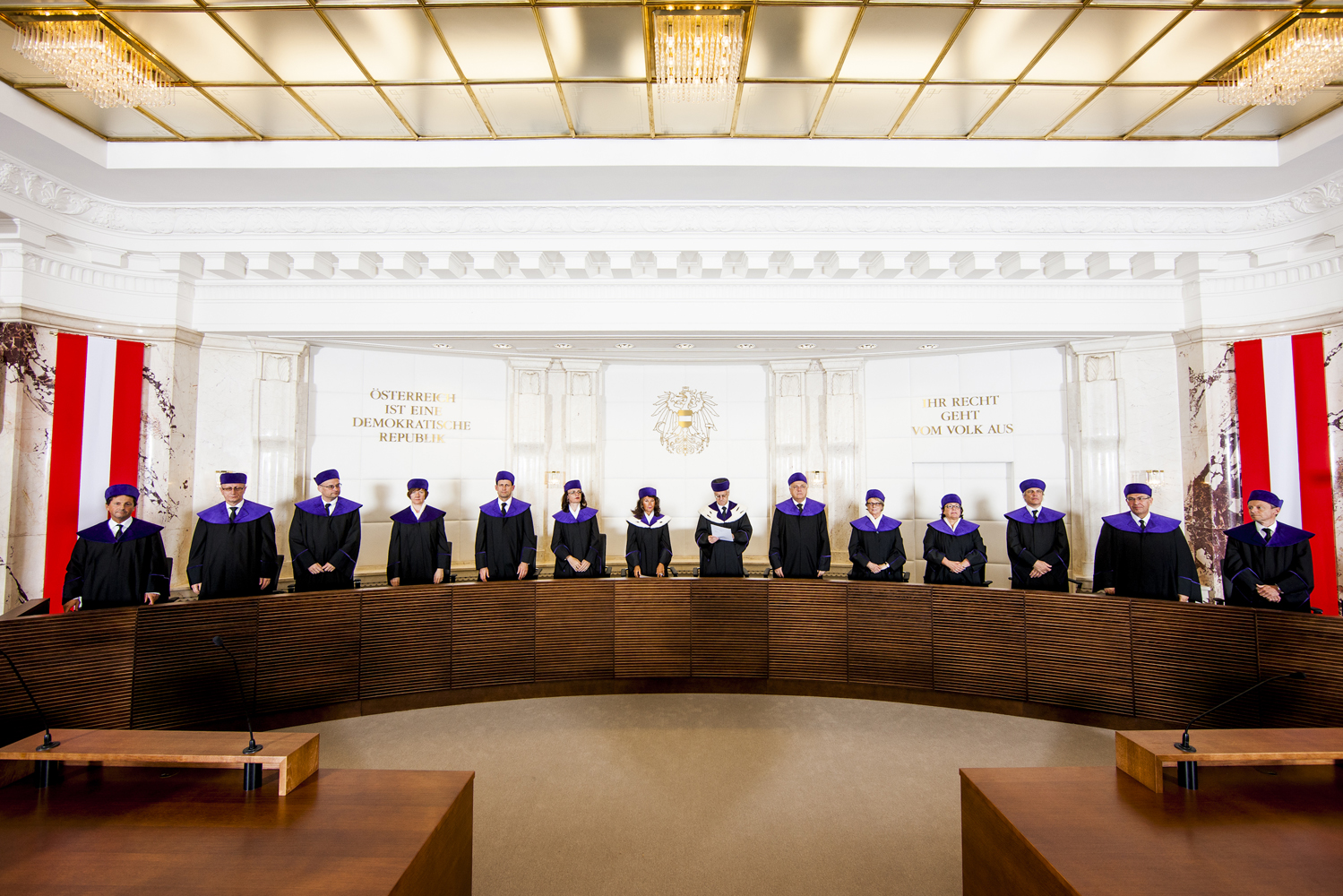
Der Verhandlungssaal des Verfassungsgerichtshofs

Der Verfassungsgerichtshof besteht aus einem Präsidenten, einer Vizepräsidentin, sowie zwölf Mitgliedern und sechs Ersatzmitgliedern.
Mitglied oder Ersatzmitglied des Verfassungsgerichtshofes kann nur werden, wer das Studium der Rechtswissenschaften abgeschlossen und mindestens zehn Jahre einen einschlägigen Beruf (z. B. Richter, Staatsanwalt, Rechtsanwalt, Universitätsprofessor) ausgeübt hat. Die Ernennung erfolgt durch den Bundespräsidenten. Dieser ist dabei an die Vorschläge bestimmter anderer Staatsorgane gebunden, muss sie aber nicht annehmen:
- Der Präsident, der Vizepräsident, sechs weitere Mitglieder und drei Ersatzmitglieder werden von der Bundesregierung vorgeschlagen. Diese Mitglieder dürfen, anders als die von National- und Bundesrat vorgeschlagenen Mitglieder, nur den Berufsgruppen der Richter, Verwaltungsbeamten und Rechtsprofessoren entstammen (Art. 147 Abs. 2 erster Satz B-VG).
- Drei Mitglieder und zwei Ersatzmitglieder werden vom Nationalrat vorgeschlagen.
- Drei Mitglieder und ein Ersatzmitglied werden vom Bundesrat vorgeschlagen.[57]

Bestimmte (politische) Staatsfunktionen und Tätigkeiten als Funktionäre oder Angestellte politischer Parteien schließen eine Mitgliedschaft oder Ersatzmitgliedschaft im Verfassungsgerichtshof aus (Grundsatz der Inkompatibilität; siehe näher Artikel Art. 147 Abs. 4 u. 5 B-VG). Eine auch nach Beendigung der politischen Tätigkeit bestehende „Cooling-off-Periode“ von 5 Jahren besteht für den Präsidenten und den Vizepräsidenten des Verfassungsgerichtshofes. Seit Juli 2024 setzt auch die Ernennung zum Mitglied und Ersatzmitglied des Verfassungsgerichtshofs eine vorhergehende mindestens dreijährige Periode ohne politische Ämter oder Tätigkeiten voraus.
Anders als die Mitglieder des Verwaltungsgerichtshofes sind die Mitglieder und Ersatzmitglieder des Verfassungsgerichtshofes keine Berufsrichter, sondern üben ihre Funktion als „Nebenamt“ aus, sind dabei aber mit denselben richterlichen Garantien wie Berufsrichter ausgestattet. Das bedeutet insbesondere, dass sie ihr Amt unabhängig ausüben können und grundsätzlich weder ab- noch versetzbar sind. Die Mitglieder erhalten für die Ausübung ihrer Funktion monatliche Bezüge. Ihre Amtszeit endet prinzipiell mit Ablauf jenes Jahres, in dem sie ihr 70. Lebensjahr vollendet haben. Vorzeitig ihres Amtes enthoben werden können Mitglieder des VfGH nur durch einen Beschluss des Gerichtshofs selbst, wenn einer der Gründe des § 10 VfGG vorliegt: Wenn nachträglich eine Inkompatibilität aufgrund der Annahme eines politischen Amtes eintritt, wenn das Mitglied bei drei aufeinanderfolgenden Verhandlungen des VfGH unentschuldigt gefehlt hat, wenn es sich durch sein Verhalten der Achtung und des Vertrauens des Amtes unwürdig gezeigt oder seine Verpflichtung zur Amtsverschwiegenheit gröblich verletzt hat sowie wenn körperliche oder geistige Einschränkungen des Mitglieds die Erfüllung der Amtspflichten unmöglich erscheinen lassen.
| Bild                   | Name                   | Position        | Bestellung                                   | Vorschlag       |
| ---------------------- | ---------------------- | --------------- | -------------------------------------------- | --------------- |
| Christoph Grabenwarter | Christoph Grabenwarter | Präsident       | 2. Juni 2005 Präsident seit 19. Februar 2020 | Bundesregierung |
| Verena Madner          | Verena Madner          | Vizepräsidentin | 24. Apr. 2020                                | Bundesregierung |
| Markus Achatz          | Markus Achatz          | Mitglied        | 9. Jan. 2013                                 | Nationalrat     |
| Sieglinde Gahleitner   | Sieglinde Gahleitner   | Mitglied        | 22. Dez. 2009 Amtsantritt am 1. Jänner 2010  | Bundesrat       |
| Andreas Hauer          | Andreas Hauer          | Mitglied        | 7. März 2018                                 | Nationalrat     |
| Christoph Herbst       | Christoph Herbst       | Mitglied        | 7. Juni 2011                                 | Bundesrat       |
| Michael Holoubek       | Michael Holoubek       | Mitglied        | 10. Jan. 2011                                | Nationalrat     |
| Angela Julcher         | Angela Julcher         | Mitglied        | 10. Juni 2025                                | Bundesregierung |
| Georg Lienbacher       | Georg Lienbacher       | Mitglied        | 10. Jan. 2011                                | Bundesregierung |
| Michael Mayrhofer      | Michael Mayrhofer      | Mitglied        | 22. Sep. 2021                                | Bundesregierung |
|                        | Stefan Perner          | Mitglied        | 10. Juni 2025                                | Bundesregierung |
| Michael Rami           | Michael Rami           | Mitglied        | 11. Apr. 2018                                | Bundesrat       |
| Johannes Schnizer      | Johannes Schnizer      | Mitglied        | 22. Dez. 2009 Amtsantritt am 1. Jänner 2010  | Bundesregierung |
| Ingrid Siess-Scherz    | Ingrid Siess-Scherz    | Mitglied        | 20. Juni 2012                                | Bundesregierung |

| Bild                     | Name                     | Position       | Bestellung                                  | Vorschlag       |
| ------------------------ | ------------------------ | -------------- | ------------------------------------------- | --------------- |
| Nikolaus Bachler         | Nikolaus Bachler         | Ersatzmitglied | 4. Feb. 2009                                | Bundesregierung |
| Daniel Ennöckl           | Daniel Ennöckl           | Ersatzmitglied | 22. Jan. 2022                               | Bundesregierung |
| Barbara Leitl-Staudinger | Barbara Leitl-Staudinger | Ersatzmitglied | 10. Jan. 2011                               | Bundesregierung |
| Robert Schick            | Robert Schick            | Ersatzmitglied | 17. Dez. 1998 Amtsantritt am 1. Jänner 1999 | Nationalrat     |
| Werner Suppan            | Werner Suppan            | Ersatzmitglied | 1. Feb. 2017                                | Bundesrat       |

### Arbeitsweise und Verfahren

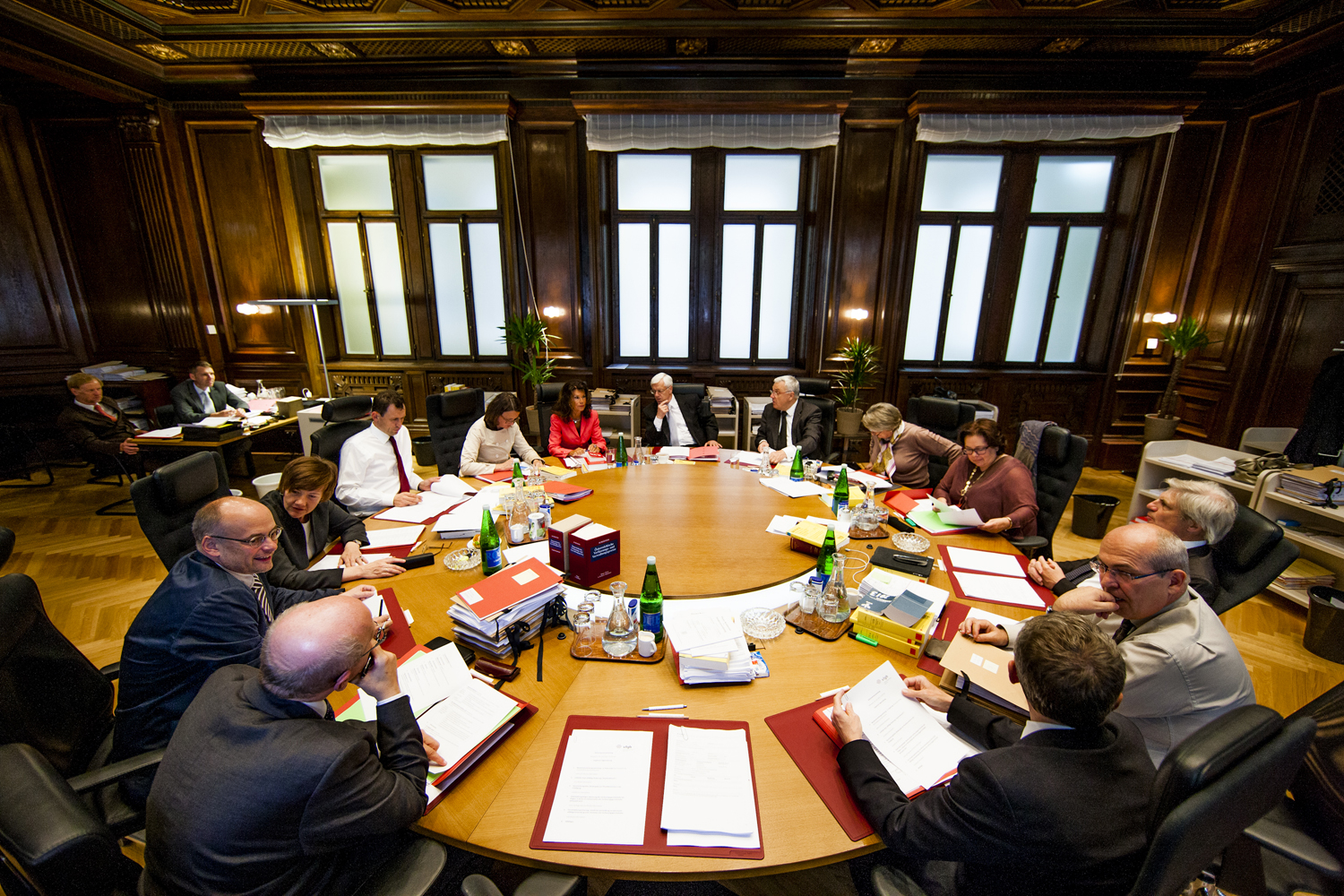
Beratung der Mitglieder des Verfassungsgerichtshofs im Plenum

Das Verfahren vor dem Verfassungsgerichtshof ist im Verfassungsgerichtshofgesetz 1953 (VfGG) und in der vom VfGH selbst auf Grundlage des VfGG erlassenen Geschäftsordnung des Verfassungsgerichtshofes näher geregelt (Art. 148 B-VG). Subsidiär (ersatzweise) kommt die Zivilprozessordnung (ZPO) überall dort zur Anwendung, wo durch das VfGG und die Geschäftsordnung keine näheren Bestimmungen zum Verfahrensablauf getroffen werden (§ 35 VfGG). Die Angelegenheiten der Justizverwaltung, wie etwa die Ausübung Diensthoheit über die Bediensteten des Gerichtshofs, werden vom Präsidenten besorgt.
Alle Eingaben an den Verfassungsgerichtshof haben grundsätzlich schriftlich eingebracht zu werden und unterliegen einem Anwaltszwang (§ 17 Abs. 2 VfGG). Einzelne Anträge, die vonseiten von Körperschaften öffentlichen Rechts (Bund, Ländern, Gemeinden, aber hier ausnahmsweise auch einige weitere) eingebracht werden oder von Mitgliedern von Nationalrat, Bundesrat oder Landtagen gestellt werden, sind von dieser Anwaltspflicht ausgenommen. Ebenfalls grundsätzlich sind alle Anträge an den Verfassungsgerichtshof mit einer Eingabegebühr (240 Euro) belastet, von der es wiederum diverse Ausnahmen gibt. Rechtsanwälte sind gemäß § 14a Abs. 4 VfGG verpflichtet, Schriftsätze an den VfGH auf elektronischem Wege – in aller Regel via elektronischem Rechtsverkehr – einzubringen, allen anderen Personen steht dies frei. Bereits seit 2013 ist die komplette interne und externe Aktenverwaltung des VfGH auf den Elektronischen Akt umgestellt, was unter anderem auch die Erkenntniszustellung auf elektronischem Weg ermöglicht.
Nach dem Einlagen des sogenannten „verfahrenseinleitenden Schriftsatzes“ teilt der Präsident des Verfassungsgerichtshofs die Rechtssache einem der ständigen Referenten zu. Diese werden vom Plenum des VfGH aus dessen Mitgliedern gewählt und befassen sich permanent mit der Behandlung der eingetroffenen Rechtssachen. Den Referenten sind sogenannte „verfassungsrechtliche Mitarbeiter“, das sind Juristen, die sie bei ihrer Arbeit unterstützen, beigegeben. Der jeweils zuständige Referent führt in der Folge ein Vorverfahren durch, in dem er sämtliche Vorerhebungen, wie etwa die Prüfung der Zulässigkeit, Erhebungen zum Sachverhalt, eventuelle Zeugeneinvernahmen oder das Anfordern von Stellungnahmen der Verfahrensparteien vornimmt. Am Ende dieses Vorverfahrens bereitet der ständige Referent einen Entwurf vor, der entweder auf Zurückweisung mittels Beschluss, auf Abweisung der Beschwerdebehandlung oder als inhaltlicher Erledigungsentwurf ausgestaltet sein kann. Diesen Entwurf leitet der Referent dann an die restlichen Mitglieder des Verfassungsgerichtshofs zur Beschlussfassung weiter.
Die Beschlussfassung durch die Mitglieder des Verfassungsgerichtshofs erfolgt in viermal jährlich stattfindenden, jeweils drei- bis vierwöchigen Sessionen. Dies sind intensive Sitzungswochen, in denen die zur Erledigung vorbereiteten Fälle beraten werden. Im Gegensatz zum deutschen Bundesverfassungsgericht, welches zwei Senate als Spruchkörper eingerichtet hat, entscheidet der Verfassungsgerichtshof in der Regel im Plenum aller 14 Mitglieder. Für die Beschlussfähigkeit ist die Anwesenheit des Vorsitzenden (also des Präsidenten oder Vizepräsidenten) und mindestens acht stimmführender Mitglieder erforderlich. In bestimmten Fällen, in denen die Rechtsfrage durch die bisherige Rechtsprechung des VfGH bereits genügend klargestellt ist, genügt auch die Anwesenheit von vier stimmführenden Mitgliedern (sogenannte „kleine Besetzungen“; § 7 Abs. 2 Z 1 VfGG).
Die Beschlüsse des Verfassungsgerichtshofs werden grundsätzlich mit absoluter Stimmenmehrheit gefasst, wobei der Vorsitzende nicht mitstimmt. Dieser gibt seine Stimme nur bei Stimmengleichheit ab und entscheidet dadurch in solchen strittigen Fällen (sogenanntes Dirimierungsrecht). Im Gegensatz zu inhaltlichen Entscheidungen müssen Ablehnungen von Beschwerden allerdings ausnahmsweise einstimmig beschlossen werden.
Inhaltliche Entscheidungen des Verfassungsgerichtshofs werden grundsätzlich als „Erkenntnis“ bezeichnet (die einleitende Wortfolge jedes Erkenntnisses ist daher auch „Im Namen der Republik! Der Verfassungsgerichtshof hat […] zu Recht erkannt:“) und schriftlich ausgefertigt. Aus dem jeweiligen Erkenntnis ist nicht ersichtlich, welche Mitglieder des Verfassungsgerichtshofs für und welche gegen die Entscheidung gestimmt haben. Auch die Einführung der Möglichkeit von dissenting opinions, wie sie etwa das deutsche Bundesverfassungsgericht oder der US-Supreme Court kennen, wurde zwar immer wieder diskutiert (etwa bei einer parlamentarischen Enquete zu diesem Thema im Jahr 1998 und beim Österreich-Konvent in den Jahren 2003–2005), bislang aber überwiegend abgelehnt und bis 2021 durch den Gesetzgeber nicht aufgegriffen.
Im Rahmen der von der Bundesregierung Kurz II im Februar 2021 vorgestellten Regierungsvorlage eines Informationsfreiheitsgesetzes sollte erstmals die Möglichkeit eingeführt werden, dass Verfassungsrichter abweichende Meinungen schriftlich mit Ausfertigung des Erkenntnisses äußern dürfen.
Das Präsidium des Verfassungsgerichtshofs selbst lehnte dieses gesetzgeberische Vorhaben der Einführung von Sondervoten in einer Stellungnahme zum Ministerialentwurf vom April 2021 ab. In dem im Jahr 2023 von der Bundesregierung Nehammer wieder aufgegriffenen Regierungsvorhaben zum Informationsfreiheitsgesetz war die Einführung der Veröffentlichung abweichender Meinungen am VfGH nicht mehr enthalten.

## Kompetenzen
Die dem Verfassungsgerichtshof zukommenden Kompetenzen sind bereits im Bundes-Verfassungsgesetz, und damit verfassungsgesetzlich abgesichert, abschließend aufgezählt. Im Wesentlichen werden neun unterschiedliche Kompetenzfelder unterschieden, wobei vier davon eine besondere Bedeutung zukommt, weshalb auf diese in der Folge in eigenen Unterabschnitten näher eingegangen wird und die anderen fünf unter Sonstige Kompetenzen zusammengefasst sind.

### Normenkontrolle
Die Normenkontrolle oder eigentliche Verfassungsgerichtsbarkeit geht auf das Konzept des Stufenbaus der Rechtsordnung zurück und umfasst:
- die Gesetzesprüfung (Art. 140 B-VG), bei der die Vereinbarkeit von Bundesgesetzen mit der Bundesverfassung und die Vereinbarkeit von Landesgesetzen mit Bundes- und Landesverfassungen geprüft wird,
- die Verordnungsprüfung (Art. 139 B-VG), bei der die Vereinbarkeit von Verordnungen mit Gesetzen und der Verfassung geprüft wird,
- die Staatsvertragsprüfung (Art. 140a B-VG), bei der Staatsverträge auf ihre Verfassungsmäßigkeit hin geprüft werden,
- die Wiederverlautbarungsprüfung (Art. 139a B-VG), die einen Sonderfall darstellt und bei der geprüft wird, ob der wiederverlautbarte Gesetzestext dem ursprünglichen Gesetzestext entspricht.

In der Normenkontrolle wird zwischen der konkreten Normenkontrolle und der abstrakten Normenkontrolle unterschieden. Im Bereich der abstrakten Normenkontrolle sind – je nach Art der Rechtsvorschrift – Bundes- und Landesregierungen oder Mitglieder des Nationalrates, des Bundesrates oder der Landtage antragsberechtigt. Ein Verfahren auf konkrete Normenkontrolle wird insbesondere eingeleitet:
- von Amts wegen, wenn beim Verfassungsgerichtshof selbst ein Verfahren anhängig ist, in dem die fragliche Rechtsvorschrift anzuwenden ist;
- auf Antrag eines Gerichts, das die fragliche Rechtsvorschrift anzuwenden hat, das sie aber für gesetz- bzw. verfassungswidrig hält (Gerichtsantrag);
- auf Antrag einer Person, die als Partei eines Verfahrens vor einem ordentlichen Gericht nach Beendigung des Verfahrens in erster Instanz den Antrag stellt (Parteiantrag);
- auf Antrag einer Person, für die die Rechtsvorschrift ohne gerichtliche Entscheidung und ohne Bescheid unmittelbar wirksam wurde (Individualantrag).

Im Bereich der Verwaltung steht ein Parteiantrag nicht offen, da hier gegen die Entscheidungen der Verwaltungsgerichte selbst eine Beschwerde zum Verfassungsgerichtshof offensteht.
Der Verfassungsgerichtshof prüft die Vereinbarkeit der jeweils genannten Rechtsvorschriften anhand der im Stufenbau höher stehenden Rechtsvorschriften (zum Beispiel eines Bundesgesetzes mit der Bundesverfassung). Stellt er fest, dass ein Gesetz verfassungswidrig ist, dann hebt er das Gesetz (oder die betroffenen Teile) auf. Dabei kommt es immer wieder vor, dass der Verfassungsgerichtshof auch nur einzelne Satzteile oder Worte aufhebt. Wenn der Verfassungsgerichtshof frühere geltende gesetzliche Bestimmungen nicht wieder in Kraft setzt (oder nicht wieder in Kraft setzen kann), kann dadurch eine Gesetzeslücke entstehen, weil die Einfügung von neuen Bestimmungen in den Gesetzestext oder die Schaffung von Ersatzregelungen dem Verfassungsgerichtshof nicht zusteht. Dies ist Aufgabe des Gesetzgebers. Damit für eine Neuregelung durch den Gesetzgeber die notwendige Zeit zur Verfügung steht, kann der Verfassungsgerichtshof den Zeitpunkt bestimmen, an dem die Aufhebung in Kraft tritt. Bis zu diesem Zeitpunkt darf sich niemand mehr auf die (bereits festgestellte) Verfassungswidrigkeit des aufgehobenen, aber noch weiter geltenden, Gesetzes berufen.

### Wahlgerichtsbarkeit
Gemäß Art. 141 B-VG in Verbindung mit §§ 67 bis 71a VfGG entscheidet der VfGH über die Anfechtung bestimmter Wahlen wegen deren behaupteter Rechtswidrigkeit. Dem Wortlaut nach hat der VfGH einer Wahlanfechtung stattzugeben, wenn die behauptete Rechtswidrigkeit eines Wahlverfahrens erwiesen wurde und diese auf das Wahlergebnis von Einfluss war. Die Anfechtung wiederum muss sich bereits auf die Behauptung der Rechtswidrigkeit der Wahl gründen. Der Begriff der Rechtswidrigkeit umfasst einerseits gesetzwidrige Handlungen und Entscheidungen der Wahlbehörde (z. B. das Fehlen einer Wahlzelle), wobei die Bestimmungen der Wahlordnungen (z. B. der NRWO) streng nach ihrem Wortlaut auszulegen und die Wahlbehörden durch diese Formalvorschriften streng gebunden sind.
Auf diese Weise kann somit eine Verletzung von Wahlrechtsgrundsätzen geltend gemacht werden. Andererseits umfasst der Rechtswidrigkeitsbegriff auch die von den (Wahl-)Behörden angewendeten Rechtsgrundlagen. So wurde etwa von der KPÖ die Nationalratswahl 2006 – im Ergebnis erfolglos – mit der Behauptung angefochten, die Vier-Prozent-Hürde (§§ 100, 107 NRWO) sei verfassungswidrig.
Folgende Wahlen können – meist nur von den Wahlwerbern selbst – angefochten werden (Art 141 Abs 1 B-VG):
- Wahl des Bundespräsidenten,
- Wahlen zu den allgemeinen Vertretungskörpern (Nationalrat, Bundesrat, Landtage, Gemeinderäte, Bezirksvertretungen in Wien),
- Wahlen zum Europäischen Parlament,
- Wahlen zu den satzungsgebenden Organen (Vertretungskörpern) der gesetzlichen beruflichen Vertretungen,
- Wahlen in die Landesregierung,
- Wahlen in die mit der Vollziehung betrauten Organe einer Gemeinde (Bürgermeister, Gemeindevorstand, Bezirksvorsteher in Wien).

### Sonderverwaltungsgerichtsbarkeit
In Ausübung der Sonderverwaltungsgerichtsbarkeit (Art. 144 B-VG) erkennt der Verfassungsgerichtshof über Beschwerden gegen Erkenntnisse und Beschlüsse der Verwaltungsgerichte erster Instanz. Hierfür muss der Beschwerdeführer behaupten, durch das Erkenntnis oder den Beschluss in einem verfassungsgesetzlich gewährleisteten Recht verletzt zu sein. Alternativ kann er auch behaupten, durch das angefochtene Erkenntnis oder den Beschluss wegen der Anwendung entweder einer gesetzwidrigen Verordnung, einer gesetzwidrigen Kundmachung über die Wiederverlautbarung eines Gesetzes (oder Staatsvertrages), eines verfassungswidrigen Gesetzes oder eines rechtswidrigen Staatsvertrages in seinen Rechten verletzt zu sein.
Gegen ein Erkenntnis oder einen Beschluss kann sowohl vor dem Verwaltungsgerichtshof Revision erhoben als auch vor dem Verfassungsgerichtshof Beschwerde geführt werden. Erhebt eine Partei zuerst nur Beschwerde vor dem VfGH, so hat dieser, wenn er der Beschwerde nicht stattgibt, die Beschwerde gemäß Art. 144 Abs. 3 B-VG an den Verwaltungsgerichtshof zur weiteren Prüfung abzutreten. Der Verwaltungsgerichtshof entscheidet in diesem Fall wie über eine Revision.
Bevor mit 1. Jänner 2014 die im Jahr 2012 beschlossene Verwaltungsgerichtsbarkeits-Novelle 2012 in Kraft trat, übte der Verfassungsgerichtshof die Sonderverwaltungsgerichtsbarkeit direkt gegenüber den Verwaltungsbehörden aus: eine Beschwerde vor dem Verfassungsgerichtshof konnte demnach direkt gegen den in letzter Instanz ergangenen Bescheid erhoben werden. Die im Rahmen der Verwaltungsgerichtsbarkeits-Novelle 2012 gewählte Lösung der Sonderverwaltungsgerichtsbarkeit sah bereits seit 2008 der im Zuge der Schaffung des Asylgerichtshofes eingeführte Art. 144a B-VG vor: Auch hier entschied der Verfassungsgerichtshof über Beschwerden gegen Entscheidungen (Erkenntnisse und Beschlüsse) des Asylgerichtshofes.
Im Bereich der ordentlichen Gerichtsbarkeit besteht kein der Sonderverwaltungsgerichtsbarkeit entsprechendes Rechtsmittel.

### Kompetenzgerichtsbarkeit und Kompetenzfeststellungen
- Entscheidung von Kompetenzkonflikten in der Vollziehung und zwar zwischen Verwaltung und Gerichtsbarkeit, zwischen den verschiedenen Zweigen der Gerichtsbarkeit und zwischen Bund und Ländern (Art. 138 Abs. 1 B-VG)
- Entscheidung, ob ein Akt der Gesetzgebung oder Vollziehung in die Zuständigkeit des Bundes oder der Länder fällt (Art. 138 Abs. 2 B-VG)
- Entscheidung von Meinungsverschiedenheiten über die Auslegung der gesetzlichen Bestimmungen, die die Zuständigkeit des Rechnungshofes oder einer dem Rechnungshof gleichartigen Einrichtung eines Landes regeln (Art. 126a und Art. 127c Z 1 B-VG)
- Entscheidung von Meinungsverschiedenheiten über die Auslegung der gesetzlichen Bestimmungen, die die Zuständigkeit der Volksanwaltschaft oder eines Landesvolksanwalts regeln (Art. 148f und Art. 148i B-VG)

### Sonstige Kompetenzen
- Kausalgerichtsbarkeit (Art. 137 B-VG): Im Rahmen dieser Kompetenz entscheidet der VfGH über vermögensrechtliche Ansprüche gegenüber Gebietskörperschaften, wenn dafür nicht die Kompetenz der ordentlichen Gerichte (z. B. Amtshaftung oder zivilrechtliche Ansprüche) oder einer Verwaltungsbehörde gegeben ist.
- Gliedstaatsvertragsstreitigkeiten (Art. 138a B-VG): Der VfGH stellt auf Antrag fest, ob eine Vereinbarung gemäß Art. 15a B-VG zwischen dem Bund und einzelnen Bundesländern oder zwischen den Ländern vorliegt und ob die daraus folgenden Verpflichtungen erfüllt wurden. Dies gilt nicht, wenn es sich um vermögensrechtliche Ansprüche handelt, da dann die Kausalgerichtsbarkeit maßgeblich ist.
- Staatsgerichtsbarkeit (Art. 142 und Art. 143 B-VG): Im Rahmen dieser Kompetenz entscheidet der VfGH über die Anklage von obersten Organen des Bundes oder der Länder wegen Verletzung der Bundesverfassung. Die Sanktionen reichen von der Ermahnung bis zur Amtsenthebung und dem zeitlich befristeten Entzug der politischen Rechte. Wird durch die Verletzung der Bundesverfassung auch ein strafrechtlicher Tatbestand erfüllt, dann hat der VfGH auch über die strafrechtliche Verurteilung zu entscheiden.
- Völkerrechtsgerichtsbarkeit (Art. 145 B-VG): Grundsätzlich wäre der VfGH im Rahmen dieser Kompetenz ermächtigt, über Verletzungen des Völkerrechts zu erkennen. Diese Kompetenz kann aber mangels eines entsprechenden Ausführungsgesetzes durch den VfGH nicht ausgeübt werden.
- Entscheidungen im Zusammenhang mit der Einsetzung und Tätigkeit von parlamentarischen Untersuchungsausschüssen (Art. 138b B-VG): Seit der Neugestaltung der parlamentarischen Untersuchungsausschüsse in Österreich im Jahr 2014 ist der Verfassungsgerichtshof dazu berufen, über Streitigkeit unter den Parteien im Zusammenhang mit der Einsetzung oder der Tätigkeit solcher Untersuchungsausschüsse zu entscheiden. Dazu zählen etwa die Zulässigkeit der Einsetzung und von Informationsbegehren oder Beschwerden von Personen, die eine Verletzung ihrer Persönlichkeitsrechte durch den Untersuchungsausschuss behaupten.

## Gebäude
Teile des österreichischen Verfassungsgerichtshofs in Wien residieren nicht in staatlichen Gebäuden, sondern sind Mieter in privatwirtschaftlich betriebenen Immobilien. Der Hauptsitz des Verfassungsgerichtshofes ist heute im ehemaligen Gebäude der Österr. Creditanstalt für Handel und Gewerbe in Wien-Innere Stadt. 2012 kaufte die Signa Gruppe von Rene Benko das Gebäude. In ihm sind auch das Bank-Austria-Kunstforum. Für das Kunstforum wurde das Gebäude ein Jahr lang umgebaut und dann zu unterdurchschnittlichen Preisen an den Staat vermietet, berichtete der Standard.
Ende Januar 2025 verkaufte der Insolvenzverwalter das Gebäude an die JR Investment GmbH, hinter der die Privatstiftung des oberösterreichischen Industriellen Josef Rainer steht. Über den Verkaufspreis ist öffentlich nicht bekannt.

## Literatur

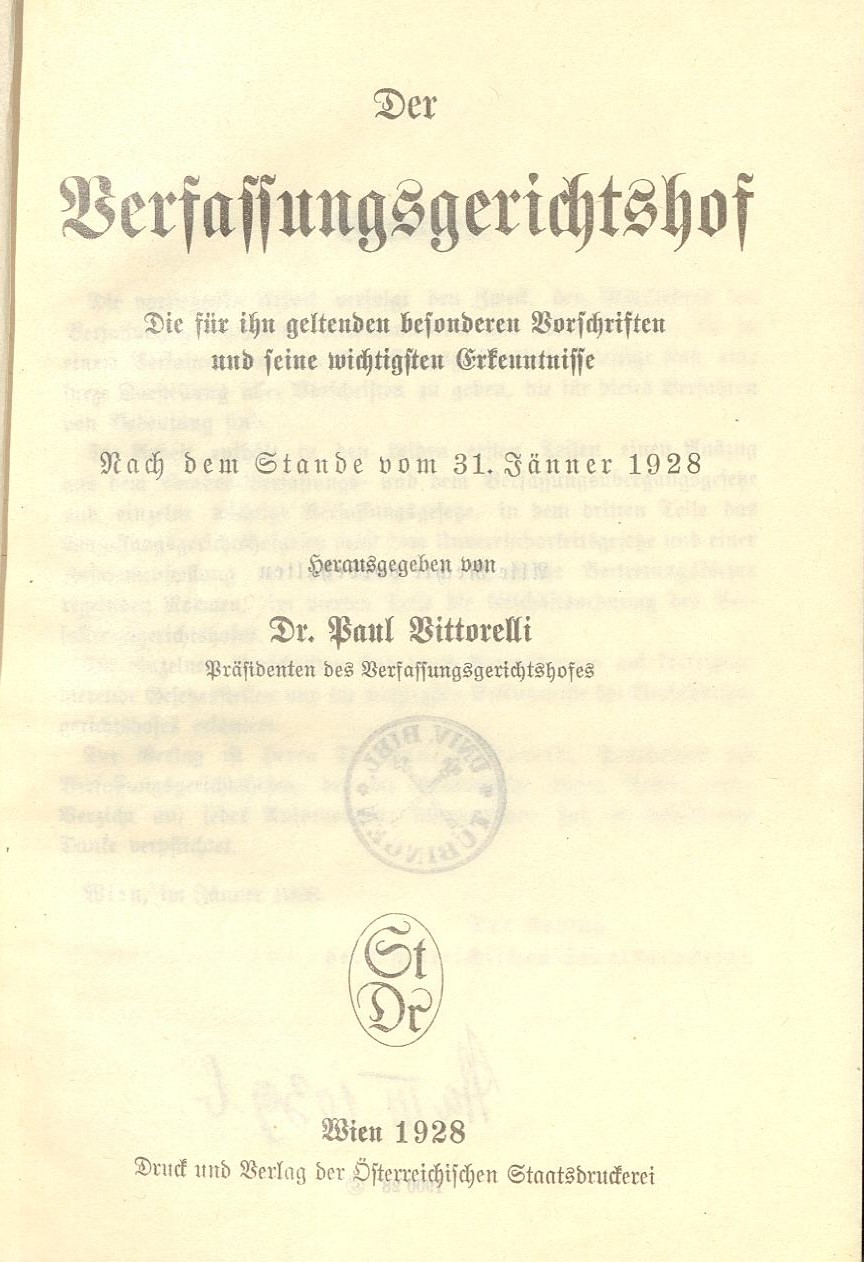
Der Verfassungsgerichtshof (1928)